# Berkenbrück
Berkenbrück è un comune di 1 109 abitanti del Brandeburgo, in Germania.

Appartiene al circondario dell'Oder-Sprea ed è parte della comunità amministrativa dell'Odervorland.